# Фарисеево
Фарисеево — деревня Фоминского сельского округа Константиновского сельского поселения Тутаевского района Ярославской области .
Деревня находится на юго-востоке района, к юго-востоку от Тутаева и к югу от посёлка Константиновский. Она стоит на расстоянии около 1 км юго-западу от федеральной трассы Р151 Ярославль—Тутаев. С противовополжной стороны трассы напротив Фарисеево находится деревня Панино. Примерно в 1,5 км к юго-востоку у трассы стоит деревня Ковалево. С западной стороны от деревни имеется ручей без постоянного водотока длиной около 3 км который следует на северо-запад параллельно трассе и является правым притоком реки Печегда .
На месте деревни Фарисеево на плане Генерального межевания Борисоглебского уезда 1792 года указано село Вознесенское. В 1825 Борисоглебский уезд был объединён с Романовским уездом. По сведениям 1859 года Фарисеево относилось к Романово-Борисоглебскому уезду .
После упразднения села Вознесенского осталось три владельческих деревни: Фарисеево (известное ещё как село), Головинское и Пищалкино. Деревня Фарисеево, на 1847 год, имела двух владельцев княгиню Урусову Ирину Никитичну и Квашнину - Самарину .
На 1 января 2007 года в деревне Фарисеево числилось 6 постоянных жителей . По карте 1975 г. в деревне жило 10 человек. Почтовое отделение, расположенное в посёлке Фоминское, обслуживает в деревне 9 владений на Романовской улице .